# Eh, Eh (Nothing Else I Can Say)
Eh, Eh (Nothing Else I Can Say) è un singolo della cantante statunitense Lady Gaga, pubblicato il 10 gennaio 2009 come terzo estratto dal primo album in studio The Fame.
La canzone è stata estratta come terzo singolo dall'album per Australia e Nuova Zelanda, e come quarto per la Francia. Come terzo singolo internazionale è stato pubblicato anche LoveGame. Il brano è stato recensito negativamente da alcuni critici, i quali l'hanno definito «freddo e non vitale» e che contrasta con l'immagine della ragazza provocatoria che era venuta fuori dagli altri brani dell'album. 

## Descrizione
Eh, Eh (Nothing Else I Can Say) è stato scritto da Lady Gaga e Martin Kierszenbaum tra la fine del 2007 e l'inizio del 2008, dopo la loro prima collaborazione nel brano The Fame. Nel 2009, prima di eseguire la canzone nel corso di uno dei suoi concerti, Lady Gaga ha dichiarato che il brano è frutto di un'esperienza reale: una volta, infatti, due ragazzi le chiesero un appuntamento e Lady Gaga in risposta si lasciò sfuggire una scherzosa esclamazione: «eh, eh». In merito alle critiche, Lady Gaga ha risposto dicendo che trattandosi di una canzone d'amore, si discostava leggermente dalle tematiche degli altri brani del disco. Ha dichiarato:

## Promozione
Il brano è stato presentato alle radio il 13 dicembre 2008, e ufficialmente messo in vendita il 3 febbraio 2009. La rivista australiana Big W ha la copertina del singolo sul suo sito web. Eh, Eh fu la seconda canzone più riprodotta dalle radio australiane nella settimana del 15 dicembre 2008. Fu confermato come singolo australiano ufficiale il 15 gennaio 2009, sul sito ufficiale di Lady Gaga, dove venne inoltre postato il remix della canzone prodotto dai Pet Shop Boys.

## Accoglienza
Alexis Petridis del The Guardian ha fatto riferimento ad Eh, Eh come ad un brano che risente pesantemente degli influssi dell'Europop dei primi anni '90 e «si tratta della prima canzone in molto tempo che giustifica un confronto con l'opera degli Ace of Base». Matthew Chisling di Allmusic ha assegnato al brano un giudizio negativo, dicendo: «The Fame conta anche, per così dire, una 'ballad', la vivace Eh, Eh che comunque non domina le acque in questo album; al contrario, sembra arida e non vitale, un qualcosa che intoppa l'album».
Sal Cinquemani di Slant Magazine ha scritto: «l'allegro e isolato ritmo e il mite portamento di Eh, Eh (Nothing Else I Can Say) è difficilmente commerciabile se inserito in mezzo a canzoni come Poker Face e Beautiful, Dirty, Rich». Evan Sawdey di PopMatters ha dichiarato che la canzone è il momento più imbarazzante dell'album e ha l'effetto di far giungere il disco ad una sosta intermedia in modo da rovinare «l'atmosfera di festa da cattiva ragazza». Joey Guerra di Houston Chronicle ha scritto che «Eh, Eh è un brano di notevole spicco con una buona personalità vocale»

## Successo commerciale
Eh, Eh (Nothing Else I Can Say) ha debuttato nella ARIA Charts Singles Top 50 alla 38ª posizione, con la presenza di altri due brani della cantante nella medesima classifica, Poker Face (stabile in prima posizione) e Just Dance. Nelle successive settimane, è riuscito a raggiungere il quindicesimo posto (mantenendolo per due settimane consecutive). In Nuova Zelanda, il singolo ha debuttato alla quarantesima posizione e, dopo alcune settimane, si è stabilito al nono posto (mantenendolo per tre settimane consecutive). In Danimarca e Svezia il brano ha raggiunto, rispettivamente, il quattordicesimo e il secondo posto ed è quest'ultima la posizione più alta raggiunta in qualsiasi altra classifica del singolo. In tutti e quattro gli Stati, il singolo è stato certificato disco d'oro e disco di platino (Australia).

## Video musicale

Lady Gaga indossa un vestito a righe bianche e nere, eseguendo Eh, Eh con la sua Vespa durante il Fame Ball Tour - 23 marzo 2009, San Francisco

Il video, in stile italiano, è stato girato nel fine settimana del 9 gennaio 2009 a New York, ed è stato diretto da Joseph Kahn. Il video ha avuto la première su PerezHilton.com il 3 febbraio 2009. Il video inizia con alcune scene che mostrano una città con influenze tipicamente italoamericane (molto presumibilmente la famosissima Little Italy) e poi lo sfondo diventa una bandiera italiana con su scritto "ITALIA". Appare quindi Lady Gaga con occhiali da sole seduta su una Vespa bianca, sotto gli sguardi ammiranti di un gruppo di ragazzi. Nella scena iniziale la cantante con delle amiche si trova in un ristorante, dove parlano, ridono e scherzano. Poi si vede Lady Gaga vestita con un costume azzurro e con capelli biondi tinti leggermente di viola, camminare in una strada fino a raggiungere degli amici. Ci sono anche delle scene in cui la cantante è nel letto seminuda, oppure che stira con il suo ragazzo vicino a lei. Inoltre i due grandi alani che appaiono nei video di Poker Face e Paparazzi appaiono anche in questo. Il video termina con la cantante che indossa un vestito giallo a fiori e sfoggia una pomposa acconciatura color platino. Il video, per ovvie ragioni, richiama le sue origini italiane. A proposito delle scelte del video, Lady Gaga ha dichiarato: «Ho voluto mostrare un lato diverso di me stessa - forse un lato più da ragazza domestica. E ho voluto creare un'immagine piacevole, meravigliosa e futuristica della moda anni '50, tale da lasciare un'impronta nelle menti di ognuno».

## Tracce
AUS CD Single
1. Eh, Eh (Nothing Else I Can Say) — 2:56
2. Poker Face (Space Cowboy Remix) — 4:54

French iTunes Single
1. Eh, Eh (Nothing Else I Can Say) (Pet Shop Boys Remix) — 2:51

AUS iTunes Single
1. Eh, Eh (Nothing Else I Can Say) (Random Soul Synthetic Mix) — 5:27

French iTunes Maxi Single
1. Eh, Eh (Nothing Else I Can Say) (Album Version) — 2:55
2. Eh, Eh (Nothing Else I Can Say) (Pet Shop Boys Remix) — 2:51
3. Eh, Eh (Nothing Else I Can Say) (Bollywood Remix) — 3:27
4. Eh, Eh (Nothing Else I Can Say) (Frank Musik "Cut Snare Edit" Remix) — 3:48
5. Eh, Eh (Nothing Else I Can Say) (Electric Piano and Human Beat Box Version) — 3:03
6. Eh, Eh (Nothing Else I Can Say) (Mattafix Remix) — 3:19
7. Eh, Eh (Nothing Else I Can Say) (Random Soul Remix) — 5:27
8. Eh, Eh (Nothing Else I Can Say) (Pet Shop Boys Extended Remix) — 6:29

## Crediti
- Compositori - Lady Gaga, Martin Kierszenbaum
- Produttore - Martin Kierszenbaum
- Tecnico Audio - Tony Ugval
- Mixaggio - Robert Orton[13]

## Esibizioni dal vivo

Lady Gaga nell'esibizione del brano al Monster Ball Tour alla fine del 2009.

Eh, Eh è stata eseguita in una versione beatbox presso gli studi Cherrytree ed è stato pubblicato nel primo EP di Lady Gaga, The Cherrytree Sessions. La canzone è stata esibita anche al Wiltern Theatre a Los Angeles. Il brano fu anche protagonista di una delle performance più famose del Fame Ball Tour, il primo tour mondiale della pop-star. Gaga indossava un body bianco liscio con particolari neri simili a saette, occhiali scuri, stivali neri, e capelli a caschetto Sul finire delle note di Money Honey Gaga compariva sul palco accanto a Space Cowboy, seduta su una Vespa quando iniziava la musica di sottofondo di Eh, Eh. Quando le luci di scena si accendevano rivelavano le forme simili fulmini in contrasto con la natura solare del brano. Gaga cantava il pezzo nella sua versione originalecon il DJ Space Cowboy che si occupava della musica in un angolo del palco. Il brano è stato eseguito anche durante il Monster Ball Tour, il secondo tour mondiale della cantante, dove, però, fu interpretato solo nello show originale. La performance del brano simboleggiava la rinascita di Gaga mentre veniva calata dall'alto, tra luci bianche e nebbia finta Per l'esibizione utilizzava un completo bianco formato da un reggiseno, dei pantaloni anni cinquanta ed una giacca con spalline esageratamente imbottite. Gaga effettuava la performance su una piattaforma composta da un enorme giroscopio che le girava intorno. L'enorme piattaforma fu ideata dalla Haus of Gaga nel 2009, e fu chiamata The Orbit. In seguito The Orbit fu usato per effettuare molte altre performance. Durante lo show a Bogotà del Born This Way Ball, Gaga ha cantato parte della canzone in versione acustica.

## Classifiche

### Classifiche settimanali
| Classifica (2009-11) | Posizione massima |
| -------------------- | ----------------- |
| Australia            | 15                |
| Belgio (Vallonia)    | 60                |
| Canada               | 68                |
| Danimarca            | 14                |
| Francia              | 7                 |
| Nuova Zelanda        | 9                 |
| Paesi Bassi          | 34                |
| Repubblica Ceca      | 6                 |
| Slovacchia           | 67                |
| Svezia               | 2                 |
| Ungheria             | 8                 |

### Classifiche di fine anno
| Classifica (2009) | Posizione |
| ----------------- | --------- |
| Australia         | 81        |
| Francia           | 66        |
| Paesi Bassi       | 80        |
| Svezia            | 34        |

## Date di pubblicazione
| Paese         | Data             | Formato                | Nota   |
| ------------- | ---------------- | ---------------------- | ------ |
| Australia     | 13 dicembre 2008 | Contemporary hit radio | [ 6 ]  |
| Australia     | 30 gennaio 2009  | CD, download digitale  | [ 31 ] |
| Nuova Zelanda | 10 gennaio 2009  | Download digitale      | [ 32 ] |
| Regno Unito   | 11 gennaio 2009  | Download digitale      | [ 33 ] |
| Danimarca     | 3 marzo 2009     | Download digitale      | [ 34 ] |
| Svezia        | 16 marzo 2009    | Download digitale      | [ 35 ] |
| Italia        | 16 marzo 2009    | Download digitale      | [ 36 ] |
| Francia       | 7 settembre 2009 | CD                     | [ 37 ] |